# Голубцы (Сумская область)
Голубцы (укр. Голубці) — село,
Курмановский сельский совет,
Недригайловский район,
Сумская область,
Украина.
Код КОАТУУ — 5923583803. Население по переписи 2001 года составляло 83 человека .
Село указано на трехверстовке Полтавской области. Военно-топографическая карта.1869 года как хутор Голубцов.

## Географическое положение
Село Голубцы находится на расстоянии в 3 км от левого берега реки Сула.
На расстоянии в 0,5 км расположен пгт Недригайлов, в 1,5 км — село Березняки.
По селу протекает пересыхающий ручей с запрудой.
Через село проходит автомобильная дорога Н-07.